# Savoysches Damenstift

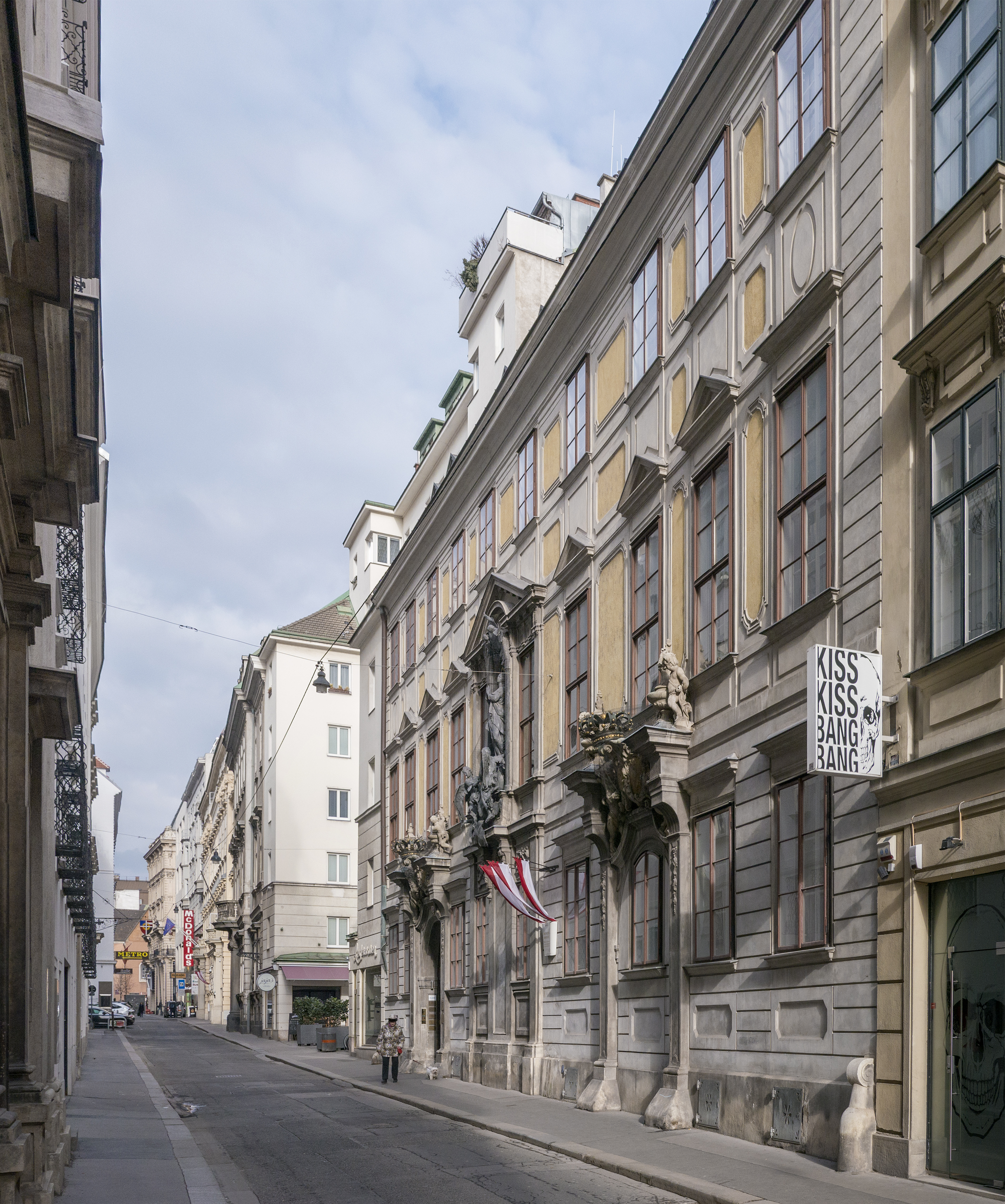
Savoysches Damenstift

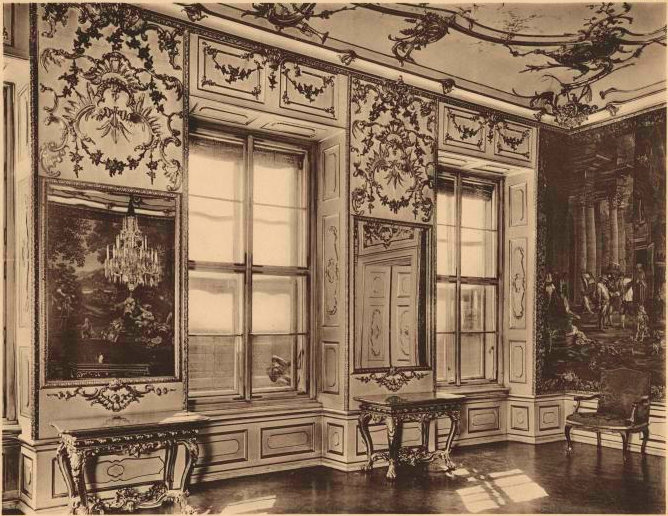
Innenansicht vom Installationssaal (1913)

Das Savoysche Damenstift (auch: Savoyensches Damenstift) ist ein Palais in der Johannesgasse 15–17 im 1. Wiener Gemeindebezirk Innere Stadt.

## Geschichte
Das Palais entstand 1688 durch Zusammenlegung zweier älterer Häuser und kam im 18. Jahrhundert in den Besitz des Prinzen Thomas Emanuel von Savoyen-Carignan, eines Neffen Prinz Eugens. Seine Witwe Maria Theresia Antonia, geborene Prinzessin Liechtenstein, machte es testamentarisch zum Sitz eines adeligen weltlichen Damenstifts unter Obhut des Liechtensteinischen Majorats. Diese Verhältnisse bestehen heute noch, obwohl keine adeligen Damen mehr im Palais leben. Die letzte Regentin war Gräfin Karoline Fünfkirchen († 8. Juli 1980).
Das Stift war Alterswohnsitz und 1994 Sterbeort der sozialdemokratischen Ministerin Hertha Firnberg.

## Beschreibung
Das heutige Erscheinungsbild des dreigeschoßigen, zehnachsigen Gebäudes wird durch den Umbau ab 1766 durch Baumeister Joseph Meissl bestimmt. 1783 erwarb das Stift das Nachbarhaus Johannesgasse 17, weitere Adaptierungen erfolgten durch Andreas Zach. Auf Grund der Verschiedenartigkeit der Fensterachsen ist noch erkenntlich, dass das Stift aus zwei Gebäuden entstand. Die Stufen der Haupttreppe im Vestibül sowie das verzweigte Stiegenhaus im Hof wurden aus Kaiserstein aus Kaisersteinbruch gefertigt. Die Fassade wird durch eine große Bleistatue der Immaculata von Franz Xaver Messerschmidt geprägt. 
Im malerischen Innenhof findet sich der so genannte Witwe-von-Sarepta-Brunnen, ein frühklassizistischer Wandbrunnen mit der Figur der Witwe von Sarepta, geschaffen von Johann Martin Fischer und Franz Xaver Messerschmidt.